# Колычёв, Андрей Андреевич
Андрей Андреевич Колычёв (умер после 1501) — новгородский помещик, воевода, старший сын Андрея Фёдоровича Колычёва.

## Биография
Происходил из знатного боярского рода Колычёвых.
Впервые Андрей упоминается в разрядах в 1492 году как «наместник Холмский».
В 1493 году Андрей был воеводой полка левой руки в составе армии под командованием князя Даниила Пенько, ходившего к Великим Лукам.
В мае 1501 года Андрей упоминается при новгородском владыке Геннадии. В это время в Новгороде наместником в Новгороде был младший брат Андрея — Иван Лобан.
Больше об Андрее ничего не известно.
Андрей как и его братья владел поместьями в Новгородской земле, получив их, вероятно, из числа конфискованы великим князем Иваном III поместий новгородских бояр.

## Брак и дети
Имя жены Андрея неизвестно. Дети:
- Михаил (ум. после 1509), воевода
- Иван Чёрный (ум. после 1525), воевода
- Григорий Большой Нос (ум. после 1521), воевода
- Григорий Меньшой (ум. после 1519), воевода